# یولیس براته
یولیس براته (انگلیسی: Julius Braathe; ۴ مارس ۱۸۷۷ – ۱۸ ژوئیهٔ ۱۹۱۴) تیرانداز اهل نروژ بود.
وی در مسابقات کشوری و بین‌المللی در مجموع برندهٔ ۱ مدال طلا، ۱ مدال نقره شده‌است.